# Reba McEntire
Reba McEntire amerikai country énekesnő. Zenei karrierje a helyi rádióadókban és rodeókon kezdődött, ahol testvéreivel lépett fel. Szóló énekesnőként meghívást kapott egy rodeóra Oklahoma City városába, ahol felkeltette Red Steagall figyelmét. 1975-ben aláírt egy szerződést a Mercury lemezkiadónál. Első szólóalbuma 1977-ben jelent meg. Második szólóalbuma 1984-ben jelent meg, My Kind of Country címmel, amely még tradicionálisabb country elemeket tartalmazott. McEntire azóta 25 stúdióalbuma, 24 #1 kislemeze jelent meg; és 28 albumát díjazta arany- platina- vagy multi-platina díjjal a Recording Industry Association of America. For My Broken Heart című albuma női country előadók között először lett kétszeres platinalemez.
Filmes karrierje az 1990-es években kezdődött a "Tremors" című filmmel. Azóta szerepelt a Broadwayn, és játszott saját sitcomjában, a Reba-ban, amelyet Golden Globe-díjra is jelöltek.
Gyakran a "Country királynőjének" nevezik, a világon több mint 56 millió eladott lemeze miatt. Az Egyesült Államokban ő a hetedik legkeresettebb női művész minden műfajban, és a második legtöbb lemezt eladott country énekesnő. 2011-ben a Country Hírességek Csarnoka tagjává választották.

## Gyermekkora
1955. március 28-án született Kiowa külterületén, Oklahoma államban Jacqueline Smith és Clark Vincent McEntire gyermekeként. Édesanyja szeretett volna country énekesnő lenni, de végül tanárként helyezkedett el. McEntire édesanyja tanította a gyerekeket énekelni. Megalapították a "Singing McEntires" zenekart. Bátyjával és húgával rodeókon léptek fel, és lemezre vették a "The Ballad of John McEntire" című dalt. 1976-ban elvégezte az egyetemet, de folytatta az éneklést. Ebben az évben egy rodeón elénekelte a himnuszt, és felfigyelt rá Red Steagall. 1975-ben írta alá a szerződást a Mercury kiadónál.

## Magánélete
McEntire-nak három testvére van: Pake, aki szintén sikeres country énekes volt a 80-as–90-es években. Húga, Susie McEntire Luchsinger sikeres keresztény énekesnő. Nővére, Alice nem énekel.
McEntire első házasságát 1976-ban kötötte Charlie Battles rodeósztárral. 1987-ben váltak el. 1989-ben összeházasodott Narvel Blackstock gitárművésszel. Az esküvő egy hajón volt Lake Tahoe-n. Második házasságával három mostohagyermeke van, és közös fiuk, Shelby 1990. február 23-án született. Azóta ünnepelték 20. házassági évfordulójukat. 2015. 10.28-án elvált Narvel Blackstocktól, de a munkát közösen folytatják tovább.[forrás?]

## Zenei karrier

### Diszkográfia
- 1977: Reba McEntire
- 1979: Out of a Dream
- 1980: Feel the Fire
- 1981: Heart to Heart
- 1982: Unlimited
- 1983: Behind the Scene
- 1984: Just a Little Love
- 1984: My Kind of Country
- 1985: Have I Got a Deal for You
- 1986: Whoever's in New England
- 1986: What Am I Gonna Do About You
- 1987: The Last One to Know
- 1988: Reba
- 1989: Sweet Sixteen
- 1990: Rumor Has It
- 1991: For My Broken Heart
- 1992: It's Your Call
- 1994: Read My Mind
- 1995: Starting Over
- 1996: What If It's You
- 1998: If You See Him
- 1999: So Good Together
- 2003: Room to Breathe
- 2007: Reba: Duets
- 2009: Keep On Loving You
- 2010: All the Women I Am
- 2011: Love Somebody
- 2015: Sing It Now: Songs of Faith & Hope
- 2019: Stronger Than the Truth

## Filmes karrier

### Filmográfia
Filmek
- Ahová lépek, szörny terem (Tremors, 1990) – Heather Gummer
- Maverick (Maverick, 1994)
- North (1994) – Ma Tex
- The Little Rascals (1994) – A. J. Ferguson
- Érzéki csalódás (One Night at McCool's, 2001) – Dr. Green
- The Fox and the Hound 2 (2006) – Dixie hangja
- Charlotte's Web (2006) – Betsy hangja

Televízió
- A nagy hazárdőr 4 (The Gambler Returns, 1991) – Burgundy Jones
- Evening Shade (1993) – önmaga két epizódban
- Elfelejtett múlt (The Man From Left Field, 1993) – Nancy Lee Prinzi
- Frasier (1994) – Rachael egy epizódban
- Is There Life Out There (1994) – Lily Marshall
- Buffalo Girls (1995) – Annie Oakley
- Halálbiztos diagnózis (Diagnosis: Murder, 1997) – önmaga egy epizódban
- Forever Love (1998) – Lizzie Brooks
- Herkules (Hercules, 1998) – 2 epizód
- Secret of Giving (1999) – Rose Cameron
- Reba (2001-2007) – Reba Hart (Golden Globe-jelölés; People's Choice Award-nyertes)
- The Singing Bee (2009) – önmaga egy epizódban

Színház
- Annie Get Your Gun (2001) – Annie Oakley (Drama Desk Award Special Award-nyertes; Theatre World Award-nyertes)
- South Pacific: In Concert from Carnegie Hall (2006) – Nellie Forbush

## Fordítás
Ez a szócikk részben vagy egészben  a   Reba McEntire című angol Wikipédia-szócikk ezen változatának fordításán alapul.  Az eredeti cikk szerkesztőit annak laptörténete sorolja fel. Ez a jelzés csupán a megfogalmazás eredetét és a szerzői jogokat jelzi, nem szolgál a cikkben szereplő információk forrásmegjelöléseként.